# Winchester Mystery House
Winchester Mystery House é uma mansão na Califórnia célebre por ser supostamente assombrada. Atualmente uma atração turística, foi originalmente a residência pessoal de Sarah Winchester, esposa do magnata da indústria de armamentos William Wirt Winchester.
Sob a supervisão de Sarah, a construção foi mantida 24 horas por dia durante 38 anos, de 1884 até sua morte em 5 de setembro de 1922, quando as obras foram imediatamente interrompidas. O custo total para se manter a construção durante esse tempo foi estimado em 5,5 milhões de dólares que, se pagos integralmente em 1922, seriam o equivalente a 71 milhões de dólares em 2010.
A mansão, em estilo Queen Anne vitoriano, é notável por suas amplas dimensões e a completa falta de projeto estrutural. De acordo com o imaginário popular, Sarah acreditava que a casa era assombrada pelos fantasmas daqueles mortos por rifles Winchester, e que só a construção contínua poderia apaziguá-los.